# 真愛涼歌
真愛 涼歌（まあい すずか、7月28日 - ）は、日本の女優。元宝塚歌劇団月組の娘役。
大阪府東大阪市、四條畷学園高等学校出身。身長161cm。愛称は「まあい」、「あいす」。

## 来歴
- 2004年4月、宝塚音楽学校入学。
- 2006年3月、宝塚歌劇団に92期生として入団。入団時の成績は36番[1]。宙組公演「NEVER SAY GOODBYE」で初舞台。その後、月組に配属。
  - 同期には蘭乃はな、煌月爽矢、月野姫花、透水さらさ、すみれ乃麗、真風涼帆、鳳月杏、彩凪翔らがいる。
- 2016年9月4日、トップスター龍真咲退団公演となる「NOBUNAGA＜信長＞」東京公演千秋楽をもって、宝塚歌劇団を退団。

## 宝塚歌劇団時代の主な舞台

### 初舞台公演
- 2006年3月 - 5月、宙組『NEVER SAY GOODBYE－ある愛の軌跡－』（宝塚大劇場のみ）

### 月組時代
- 2008年1月、『ホフマン物語』（バウ）レオノーレ
- 2009年3月、『二人の貴公子』（バウ）侍女
- 2009年5月、『エリザベート -愛と死の輪舞（ロンド）-』新人公演：死刑囚の母（本役：妃鳳こころ）
- 2010年2月、『HAMLET!!』（バウ・東京特別）バークレー
- 2010年4月、『THE SCARLET PIMPERNEL』新人公演：ルネ（本役：天野ほたる）
- 2010年9月、『ジプシー男爵』新人公演：クニグンダ（本役：妃鳳こころ）／『Rhapsodic Moon』
- 2010年12月、『STUDIO 54（スタジオ フィフティーフォー）』（ドラマシティ・東京特別）マリア・クール
- 2011年3月、『バラの国の王子』新人公演：家臣（キツネ）（本役：羽咲まな）／『ONE －私が愛したものは…－』
- 2011年7月、『アルジェの男』セシール、新人公演：マダウ・マルト（本役：妃鳳こころ）／『Dance Romanesque』
- 2012年2月、『エドワード8世 - 王冠を賭けた恋 -』新人公演：グロスター公妃アリス（本役：萌花ゆりあ）／『Misty Station -霧の終着駅-』
- 2012年6月、『ロミオとジュリエット』新人公演：モンタギュー夫人（本役：花瀬みずか）
- 2012年10月、『春の雪』（バウ・東京特別）本田繁邦の母／新河男爵夫人
- 2013年1月、『ベルサイユのばら - オスカルとアンドレ編 -』シモーヌ、新人公演：ジャルジェ夫人（本役：花瀬みずか）
- 2013年11月、『THE MERRY WIDOW』（シアタードラマシティ・東京特別）プラシコヴィア
- 2014年1月、『風と共に去りぬ』（梅田芸術劇場）メイベル
- 2014年7月、『THE KINGDOM』（東京特別・ドラマシティ）ジンジャー
- 2014年9月、『PUCK』ジャスパー夫人／『CRYSTAL TAKARAZUKA - イメージの結晶 -』
- 2015年1月、『Bandito -義賊 サルヴァトーレ・ジュリアーノ-』（バウ）マリアンナ・ジュリアーノ
- 2015年9月、『A-EN【ARI VERSION】』（バウ）ステラ
- 2015年11月、『舞音-MANON-』祭りの歌手（女）／『GOLDEN JAZZ』
- 2016年3月、『Voice』（赤坂ACTシアター・ドラマシティ）AISU
- 2016年6月、『NOBUNAGA〈信長〉-下天の夢-』さこの方／『Forever LOVE!!』　＊退団公演、エトワール